# Mariscala de Juárez
Mariscala de Juárez è un comune del Messico, situato nello stato di Oaxaca.